# Società Calcio Faetano
La Società Calcio Faetano, meglio nota come Faetano, è una società calcistica sammarinese avente sede nell'omonimo castello. La fondazione risale al 1962. I colori sociali del club sono il blu e il giallo.

## Storia
Il Castello di Faetano è stata una delle prime mete dei calciatori sammarinesi del secondo dopoguerra. Prima di arrivare alla costituzione di una vera e propria società sportiva, il Castello di Faetano deve attendere la fine degli anni ’50. Nel 1957 arriva il parroco italiano Don Marco Gaspari ed è proprio nel salone della parrocchia che si tennero le prime riunioni di quella che oggi è la Società Calcio Faetano. Nel 1962, con l’indispensabile sopporto di Don Gaspari, anche il Castello di Faetano ha la sua squadra di calcio ufficiale. Ormai le sfide infinite con le squadre di Città, Borgo, Serravalle e Fiorentino fanno parte del mito. Dagli anni ’70 in poi, il Faetano si riconoscerà nella figura carismatica di Fabio Gasperoni, capitano, allenatore e Presidente del Faetano, ma anche Presidente della Federcalcio sammarinese dal 1982 al 1984 oltre che selezionato e schierato per la 1ª partita ufficiale della Nazionale Maggiore del Titano, giocata nel 1986 contro il Canada. Nel 1978, Faetano, è fra le sedi scelte dalla Federazione per promuovere la nuova politica del calcio giovanile. Con l’avvento del Campionato Sammarinese, il Faetano recita un ruolo da protagonista aggiudicandosi 3 dei 5 campionati sperimentali che precedono quello ufficiale del 1985/1986, guarda caso vinto proprio dal Faetano.
Nell'edizione 2010-2011 dell'Europa League, alla prima partecipazione per la società, il Faetano ha incontrato nel primo turno preliminare la squadra georgiana dello Zest'aponi. Ha perso la partita d'andata per 5-0, ma al ritorno, all'Olimpico di Serravalle, l'8 luglio 2010 è riuscito a pareggiare 0-0, scrivendo una pagina importante del calcio sammarinese.
Dalla stagione 2020/2021 il campionato Sammarinese si svolge su un unico girone da 16 squadre con partite di andata e ritorno.

## Palmarès

### Competizioni nazionali
- Campionato sammarinese: 3

1985-1986, 1990-1991, 1998-1999
- Coppa Titano: 3

1992-1993, 1993-1994, 1997-1998
- Trofeo Federale: 1

1994

### Altri piazzamenti
- Campionato Sammarinese

Secondo posto: 1986-1987
- Coppa Titano

Finalista: 2013-2014
Semifinalista: 2007-2008, 2008-2009, 2016-2017
- Trofeo Federale

Finalista: 1986, 1993, 1999, 2008, 2010
Semifinalista: 1995, 1998

## Statistiche e record

### Partecipazioni ai tornei internazionali
| Categoria          | Partecipazioni | Debutto   | Ultima stagione |
| ------------------ | -------------- | --------- | --------------- |
| UEFA Europa League | 1              | 2010-2011 | 2010-2011       |

#### Risultati nei tornei internazionali
| Stagione | Torneo             | Turno                | Club       | Andata | Ritorno | Totale |
| -------- | ------------------ | -------------------- | ---------- | ------ | ------- | ------ |
| 2010-11  | UEFA Europa League | 1º turno preliminare | Zest'aponi | 0-5    | 0-0     | 0-5    |

### Statistiche nelle competizioni UEFA
Tabella aggiornata alla fine della stagione 2019-2020.
| Competizione       | Partecipazioni | G | V | N | P | RF | RS |
| ------------------ | -------------- | - | - | - | - | -- | -- |
| UEFA Europa League | 1              | 2 | 0 | 1 | 1 | 0  | 5  |

## Organico

### Rosa 2022/2023
| N. |                       | Ruolo | Calciatore           |
| -- | --------------------- | ----- | -------------------- |
| 1  | Italia (bandiera)     | P     | Riccardo Porcellini  |
| 23 | Italia (bandiera)     | P     | Michele Magnani      |
| 33 | Italia (bandiera)     | P     | Marco Casalboni      |
| 6  | Italia (bandiera)     | D     | Christian Bocchetti  |
| 79 | Italia (bandiera)     | D     | Cristiano Paci       |
| 21 | San Marino (bandiera) | D     | Luca Tomassoni       |
| 16 | San Marino (bandiera) | D     | Alessandro Renzi     |
| 88 | Guinea (bandiera)     | D     | Aziz Soumah          |
| 13 | San Marino (bandiera) | D     | Alex Della Valle (c) |
| 24 | Italia (bandiera)     | D     | Ciro Eboli           |
| 8  | San Marino (bandiera) | C     | Mattia Giardi        |
| 32 | Argentina (bandiera)  | C     | Luciano Composto     |

| N. |                       | Ruolo | Calciatore            |
| -- | --------------------- | ----- | --------------------- |
| 7  | Italia (bandiera)     | C     | Vincenzo Ruocco       |
| 5  | Italia (bandiera)     | C     | Nicolò Borioni        |
| 80 | Italia (bandiera)     | C     | Salvatore Del Vecchio |
| 28 | San Marino (bandiera) | C     | Luca Terenzi          |
|    | Italia (bandiera)     | C     | Alessio Bertuccini    |
| 19 | San Marino (bandiera) | A     | Giacomo Casali        |
| 4  | Senegal (bandiera)    | C     | Assane Fall           |
| 9  | Albania (bandiera)    | A     | Marseljan Mema        |
| 11 | Italia (bandiera)     | A     | Alessandro Pini       |
| 10 | Italia (bandiera)     | A     | Arneld Kalemi         |
| 25 | Argentina (bandiera)  | A     | Gianluca Ferrario     |
| 14 | San Marino (bandiera) | A     | Tommaso Gatti         |